# Endkopf
Der Endkopf (auch Endkogl oder Jåggl, italienisch Cima Termine, 2652 m s.l.m.) ist ein Gipfel im Südtiroler Vinschgau und liegt ganz im Westen der Ötztaler Alpen. Der auffallende, tafelbergartige Berg erhebt sich an der Ostseite des Reschensees über dem Eingang des Langtauferer Tals und ist größtenteils aus Kalkstein aufgebaut. Er bildet den Endpunkt des vom Mittereck nordwestlich abzweigenden Seitenkamms der Planeiler Berge.

## Route

Blick vom Endkopf auf Graun Reschen und den Piz Lat

Der leichteste Anstieg führt von Graun zunächst um die Westseite des Berges herum zur Grauner Alm. Von dort führt ein Steig noch ein Stück weit östlich, dann wird in nordwestlicher Richtung die Südflanke des Berges erstiegen und die Jågglscharte erreicht, die den Hauptgipfel vom Hengst (2613 m s.l.m.) genannten Nebengipfel trennt. Von der Scharte gelangt man in westlicher Richtung über den schrofigen, recht steilen Hang in wenigen Minuten zum Gipfel. Eine weitere, einfachere Route führt vom südlichen zum nördlichen Ende der Scharte und dann westlich über einen gemäßigt steilen Hang. Dieser Pfad wurde vom AVS beschildert und markiert. Das Kreuz befindet sich nicht am höchsten Punkt, sondern weiter westlich an vom Reschensee gut sichtbarer Position.

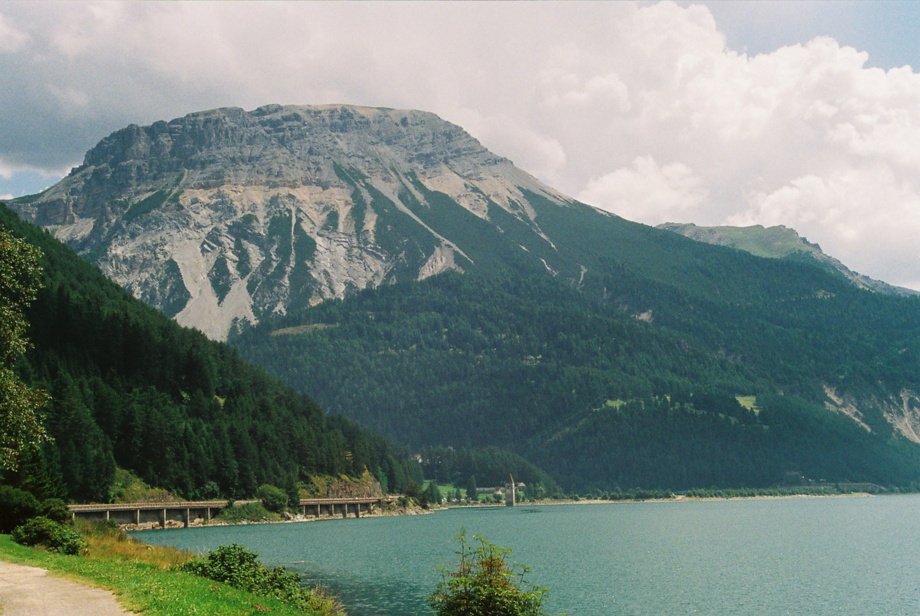
Endkopf, Blick vom Reschensee aus

## Name
Der Name Endkopf leitet sich von der Flurgegend End am Bergfuß gegenüber von Pedross in Langtaufers ab. Der Name Jåggl (eine lokale Form des Personennamens Jakob) verweist hingegen darauf, dass die Beweidung der Bergwiesen auf dem Gipfelplateau Ende Juli rund um Jakobi ansetzte.